# Tonème
En phonétique, le tonème est l'unité suprasegmentale discrète consistant principalement en une modification de la hauteur de la voix lors de l'émission d'une syllabe. Les tonèmes sont pour ainsi dire des phonèmes propres aux langues tonales. On trouve souvent le terme de ton pour tonème.
Si le tonème est une unité discrète, il doit fonctionner dans un système d'oppositions révélé par les paires minimales. Les allophones des tons (en cas de sandhi tonal) ne devraient donc pas être comptés comme tonèmes : ainsi, le demi-troisième ton du mandarin, qui n'est que la modification d'un 3e ton devant un autre ton, sera classé comme variante du 3e ton (d'où le nom) et non comme 2e ton. De même, l'absence de ton sur une voyelle atone que l'on nomme ton léger n'est pas un tonème. Ainsi, le mandarin possède quatre tons (ou quatre tonèmes), un allophone, et une absence de ton.
On oppose généralement les tonèmes aux accents toniques. Les accents de hauteurs étant cependant le plus souvent réalisés comme les tonèmes d'une langue tonale, il est possible d'appeler tonème les modifications de hauteur de ces accents.